# Ghiacciaio Rexford
Il ghiacciaio Rexford (in inglese Rexford Glacier) è un ampio ghiacciaio situato sull'isola Thurston, al largo della costa di Eights, nella Terra di Ellsworth, in Antartide. Il ghiacciaio, il cui punto più alto si trova a circa 70 m s.l.m., fluisce verso nord-est fino a entrare nell'insenatura di Wagoner, nella zona settentrionale dell'isola.

## Storia
Il ghiacciaio Rexford è stato così battezzato dal Comitato consultivo dei nomi antartici in onore di Phillip W. Rexford, uomo radio a bordo dell'idropattugliatore PBM Mariner del Gruppo Orientale dell'Operazione Highjump, grazie a cui fu possibile scattare diverse fotografie aeree di questo ghiacciaio e delle aree costiere adiacenti nel periodo 1946-47.